# 2860 Pasacentennium
2860 Pasacentennium (1978 TA) là một tiểu hành tinh vành đai chính được phát hiện ngày 8 tháng 10 năm 1978 bởi E. F. Helin ở Palomar.